# Kaan Ayhan
Kaan Ayhan (ur. 10 listopada 1994 w Gelsenkirchen) – turecko–niemiecki piłkarz, grający na pozycji obrońcy w tureckim klubie Galatasaray oraz w reprezentacji Turcji. Uczestnik Mistrzostw Europy 2020. Wychowanek FC Schalke 04. Były młodzieżowy reprezentant Niemiec.

## Statystyki kariery
(aktualne na dzień 30 marca 2019)
| Klub                       | Sezon              | Liga               | Liga  | Liga   | Puchar Niemiec | Puchar Niemiec | Europa | Europa | Suma  | Suma   |
| Klub                       | Sezon              | Liga               | Mecze | Bramki | Mecze          | Bramki         | Mecze  | Bramki | Mecze | Bramki |
| -------------------------- | ------------------ | ------------------ | ----- | ------ | -------------- | -------------- | ------ | ------ | ----- | ------ |
| FC Schalke 04              | 2012/13            | Bundesliga         | 0     | 0      | 0              | 0              | 0      | 0      | 0     | 0      |
| FC Schalke 04              | 2013/14            | Bundesliga         | 14    | 1      | 0              | 0              | 1      | 0      | 15    | 1      |
| FC Schalke 04              | 2014/15            | Bundesliga         | 15    | 0      | 0              | 0              | 4      | 0      | 19    | 0      |
| FC Schalke 04              | 2015/16            | Bundesliga         | 1     | 0      | 0              | 0              | 4      | 0      | 5     | 0      |
| Eintracht Frankfurt (wyp.) | 2015/16            | Bundesliga         | 2     | 0      | 0              | 0              | –      | –      | 2     | 0      |
| Fortuna Düsseldorf         | 2016/17            | 2. Bundesliga      | 23    | 1      | 1              | 0              | -      | -      | 24    | 1      |
| Fortuna Düsseldorf         | 2017/18            | 2. Bundesliga      | 31    | 1      | 1              | 0              | -      | -      | 32    | 1      |
| Fortuna Düsseldorf         | 2018/19            | Bundesliga         | 22    | 4      | 3              | 0              | -      | -      | 25    | 4      |
| Ogólnie w karierze         | Ogólnie w karierze | Ogólnie w karierze | 108   | 7      | 5              | 0              | 9      | 0      | 122   | 7      |